# Schlick István
Schlick István (Pest, 1840. augusztus 19. – Esztergom, 1907. november 23.) tanár, igazgató, apostoli főjegyző, pápai prelátus, esztergomi kanonok.

## Élete
Pesten volt a Királyi Egyetem teológiai karán a Központi Papnevelő Intézet növendéke.
1864. október 9-én szentelték pappá Pesten. Nagyszombatban az érseki főgimnázium (hittan és latin nyelv) tanára és az érseki konviktus prefektusa lett. 1889-től 1898-ig a főgimnázium igazgatója volt. 1890-től nagyszombati szentszéki ülnök. 1898. április 7-től az esztergomi főkáptalanban mesterkanonoka. 1900-tól az esztergomi bencés gimnázium érseki biztosa lett. 1906-tól címzetes szőregi apát.
Pozsony vármegye törvényhatósági bizottságának, Nagyszombat város képviselőtestületének és a nagyszombati iskolaszék tagja. 
Az esztergomi szentgyörgymezői temető családi sírboltjában nyugszik.